# Lista botaniștilor după abrevierea de autor (E–F)
Aceasta este o listă incompletă de botaniști după abrevierile lor de autor, care sunt destinate citării denumirilor științifice sau a lucrărilor pe care le-au publicat. Această listă este întocmită după Authors of Plant Names⁠(en)[traduceți] de Brummitt & Powell (1992). Utilizarea acelei liste este recomandată prin Nota 1 Rec. 46A din International Code of Nomenclature for algae, fungi, and plants. Lista este actualizată online la The International Plant Names Index și Index Fungorum.
De notat că în unele cazuri abrevierea de autor constă dintr-un nume de familie complet, iar în alte cazuri numele este abreviat sau/și însoțit de una sau mai multe inițiale. Nu se pun spații între inițiale și nume (sau abrevierea sa).

#### Ordinea intrărilor
Lista de aici este menținută strict în ordinea alfabetică a abrevierilor; astfel "A.B.Jacks." apare la litera "A" și nu la "J", și este situat astfel ca și cum caracterele ar fi fost "ABJACKS". Capitalizarea este ignorată, la fel ca și toate caracterele non-alfabetice ca puncte și spații. Semenele diacritice de asemenea sunt ignorate, astfel încât, de exemplu, "ü" este tratat ca și cum ar fi "u".

#### Navigare
Din cauza lungimii sale, lista este despărțită în mai multe pagini separate. Toate secțiunile alfabetice pot fi accesate din cuprins.

## A–D
| Liste: | A | B | C | D | E F | G | H | I J | K L | M | N O | P | Q R | S | T U V | W X Y Z |

Pentru a găsi intrări ce încep cu A–D, folosiți cuprinsul de mai sus.

## E
| Liste: Sus | A | B | C | D | E F | G | H | I J | K L | M | N O | P | Q R | S | T U V | W X Y Z |

- E.A.Barkley – Elizabeth Anne Barkley (n. 1908)
- E.A.Br. – Elizabeth Anne Brown (1956–2013)
- E.A.Durand – Ernest Armand Durand (1872–1910)
- E.A.Hodgs. – Eliza Amy Hodgson (1888–1983)
- E.A.Mennega – Erik Albert Mennega (1923–1998)
- Eames – Edwin Hubert Eames (1865–1948)
- Earle – Franklin Sumner Earle (1856–1929)
- E.A.Rob. – Edward Armitage Robinson (1921–2013)
- E.A.Sánchez – Evangelina A. Sánchez (n. 1934)
- Eastw. – Alice Eastwood (1859–1953)
- Eaton – Amos Eaton (1776–1842)
- E.A.White – Edward Albert White (1872–1943)
- E.B.Alexeev – Evgenii Borisovich Alexeev (1946–1976)
- E.B.Andrews – Ebenezer Baldwin Andrews (1821–1880)
- E.B.Bartram – Edwin Bunting Bartram (1878–1964)
- Eberm. – Johann Erdwin Christoph Ebermaier (1769–1825)
- Eb.Fisch. – Eberhard Fischer (n. 1969)
- Ebinger – John Edwin Ebinger (n. 1933)
- E.B.Knox – Eric B. Knox (fl. 1993)
- E.Britton – Elizabeth Gertrude Britton (născută Knight) (1858–1934)
- E.C.Hall – Edwin Cuthbert Hall (1874–1953)
- E.C.Hansen – Emil Christian Hansen (1842–1909)
- Eckblad – Finn-Egil Eckblad (1923–2000)
- Eckl. – Christian Friedrich Ecklon (1795–1868)
- E.C.Nelson – Ernest Charles Nelson (n. 1951)
- E.Cordus – Euricius Cordus (1486–1535)
- E.C.Wallace – Edward Charles Wallace (1909–1986)
- E.Danesch – Edeltraud Danesch (n. 1922)
- E.D.Clarke – Edward Daniel Clarke (1769–1822)
- Eddy – Caspar Wistar Eddy (1790–1828)
- É.Desv. – Étienne-Émile Desvaux (1830–1854)
- Edgew. – Michael Pakenham Edgeworth (1812–1881)
- E.D.Liu – En-De Liu (fl. 2004)
- Edmondston – Thomas Edmondston (1825–1846)
- E.D.Schulz – Ellen Dorothy Schulz (1892–1970)
- Edwin – Gabriel Edwin (n. 1926)
- Eeden – Frederik Willem van Eeden (1829–1901)
- E.E.Lamont – Eric E. Lamont (fl. 1990)
- E.E.Nelson – Elias Emanuel Nelson (1876–1949)
- E.E.Wilson – Edward Elmer Wilson (n. 1900)
- E.Fisch. – Eduard Fischer (1861–1939)
- E.Forbes – Edward Forbes (1815–1854)
- E.Fourn. – Eugène Pierre Nicolas Fournier (1834–1884)
- E.F.Warb. – Edmund Frederic Warburg (1908–1966)
- E.G.Andrews – Elisabeth G. Andrews, later Hooper (n. 1960)[5]
- E.G.Camus – Edmond Gustave Camus (1852–1915)
- E.G.Clem. – Edith Gertrude (Schwartz) Clements (1877–1971)
- Eggeling – William Julius Eggeling (1909–1994)
- Eggers – Henrik Franz Alexander von Eggers (1844–1903)
- Eggl. – Willard Webster Eggleston (1863–1935)
- E.G.H.Oliv. – Edward George Hudson Oliver (n. 1938)
- Egler – Frank Edwin Egler (1911–1996)
- Egli – Bernhard Egli (fl. 1990)
- E.G.Voss – Edward Groesbeck Voss (1929–2012)
- E.Hitchc. – Edward Hitchcock (1793–1864)
- E.H.L.Krause – Ernst Hans Ludwig Krause (1859–1942)
- Ehrenb. – Christian Gottfried Ehrenberg (1795–1876)
- Ehrend. – Friedrich Ehrendorfer (n. 1927)
- Ehret – Georg Dionysius Ehret (1708–1770)
- Ehrh. – Jakob Friedrich Ehrhart (1742–1795)
- E.H.Wilson – Ernest Henry Wilson (1876–1930)
- Eichler – August Wilhelm Eichler (1839–1887)
- Eichw. – Karl Eduard von Eichwald (1795–1876)
- Eig – Alexander Eig (1894–1938)
- E.Ives – Eli Ives (1779–1861)
- E.James – Edwin P. James (1797–1861)
- E.J.Butler – Edwin John Butler (1874–1943)
- E.J.Clement – E.J. Clement (fl. 2000)
- E.J.Dunn – Edward John Dunn (1844–1937)
- E.-J.Gilbert – Edouard-Jean Gilbert (1888–1954)
- E.J.Lowe – Edward Joseph Lowe (1825–1900)
- E.J.Palmer – Ernest Jesse Palmer (1875–1962)
- E.J.Quekett – Edwin John Quekett (1808–1847) (fratele lui John Thomas Quekett)
- E.J.Schmidt – Ernst Johannes Schmidt (1877–1933)
- Ekman – Erik Leonard Ekman (1883–1931)
- E.Lawton – Elva Lawton (1896–1993)
- E.L.Braun – Emma Lucy Braun (1889–1971)
- E.L.Cabral – Elsa Leonor Cabral (n. 1951)
- É.Lemoine – Émile Lemoine (1862–1943)
- Elisens – Wayne J. Elisens (n. 1948)
- Elliott – Stephen Elliott (1771–1830)
- Ellis – Job Bicknell Ellis (1829–1905)
- Ellw. – George Ellwanger (1816–1906)
- Elmer – Adolph Daniel Edward Elmer (1870–1942)
- E.L.Robertson – Enid Lucy Robertson (n. 1925)
- E.L.Schneid. – Edward L. Schneider (n. 1947)
- Elwes – Henry John Elwes (1846–1922)
- E.L.Wolf – Egbert Ludwigowitsch Wolf (1860–1931)
- E.Martin – Émile Martin (1810–1895)
- E.Martínez – Esteban Martínez (n. 1954)
- E.Mayer – Ernest Mayer (1920–2009)
- E.Mey. – Ernst Heinrich Friedrich Meyer (1791–1858)
- E.M.Friis – Else Marie Friis (n. 1947)
- E.M.McClint. – Elizabeth May McClintock (1912–2004)
- E.M.Norman – Eliane Meyer Norman (n. 1931)
- E.M.O.Martins – Elena Maria Occioni Martins (n. 1948)
- E.Morren – Charles Jacques Édouard Morren (1833–1886)
- E.Morris – Edward Lyman Morris (1870–1913)
- Emory – William Hemsley Emory (1811–1887)
- Enderlein – Günther Enderlein (1872–1968)
- Endert – Frederik Hendrik Endert (1891–1953)
- Endl. – Stephan Friedrich Ladislaus Endlicher (1804–1849)
- E.Nelson – Erich Nelson (1897–1980)
- Engel – Franz Engel (1834–1920)
- Engelm. – Georg Engelmann (1809–1884)
- Engl. – Heinrich Gustav Adolf Engler (1844–1930)
- E.N.Lowe – Ephriam Noble Lowe (1864–1933)
- E.O.Campb. – Ella Orr Campbell (1910–2003)
- E.O.Schmidt – Eduard Oscar Schmidt (1823–1886)
- E.Palmer – Elmore Palmer (1839–1909)
- E.P.Bicknell – Eugene Pintard Bicknell (1859–1925)
- E.Peter – Elfriede Peter-Stibal (n. 1905)
- E.Phillips – Edwin Percy Phillips (1884–1967)
- Epling – Carl Clawson Epling (1894–1968)
- E.P.Perrier – Eugène Pierre Perrier de la Bâthie (1825–1916)
- E.Pritz. – Ernst Georg Pritzel (1875–1948)
- E.P.Wright – Edward Perceval (Percival) Wright (1834–1910)
- Erdman – Kimball Stewart Erdman (n. 1937)
- Erdtman – Otto Gunnar Elias Erdtman (1897–1973)
- E.Reid – Eleanor Mary Wynne-Edwards Reid (1860–1953)
- E.Rev. – Elisée Reverchon (1835–1914)
- E.R.Noble – Elmer Ray Noble (1909–2001)
- Ernst – Adolf Ernst (1832–1899)
- E.Robson – Edward Robson (1763–1813)
- E.Rosén – Eberhard Rosén (1714–1796)
- Er.Rosen – Eric von Rosen (1879–1948)
- E.R.Saunders – Edith Rebecca Saunders (1865–1945)
- E.Sabine – Edward Sabine (1788–1883)
- E.Salisb. – Edward James Salisbury (1886–1978)
- E.S.Anderson – Edgar Shannon Anderson (1897–1969)
- E.S.Barton – Ethel Sarel Barton (1864–1922)
- E.S.Burgess – Edward Sandford Burgess (1855–1928)
- E.Schenk – Ernst Schenk (1880–1965)
- E.Schiem. – Elisabeth Schiemann (1881–1972)
- Eschsch. – Johann Friedrich von Eschscholtz (1793–1831)
- E.Sheld. – Edmund Perry Sheldon (1869–1947)
- E.Simon – Eugène Ernest Simon (1871–1967)
- E.Small – Ernest Small (n. 1940)
- E.S.Martins – Eurico Sampaio Martins (n. 1944)
- Esper – Eugenius Johann Christoph Esper (1742–1810)
- E.S.Salmon – Ernest Stanley Salmon (1871–1959)
- E.S.Steele – Edward Strieby Steele (1850–1942)
- Esterh. – Elsie Elizabeth Esterhuysen (1912–2006)
- Esteves – Eddie Esteves Pereira (n. 1939)
- E.T.Barthol. – Elbert Thomas Bartholomew (n. 1878)
- Ether. – Robert Etheridge, Jr. (1847–1920)
- E.Thurst. – Edgar Thurston (1855–1935)
- Etl. – Andreas Ernst Etlinger (1756–1785)[6]
- E.T.Newton – Edwin Tulley (Tully) Newton (1840–1930)
- Ettingsh. – Constantin von Ettingshausen (1826–1897)
- Euphrasén – Bengt Anders Euphrasén (1756–1796)
- E.Vilm. – Elisa de Vilmorin (1826– 1868)
- Ewart – Alfred James Ewart (1872–1937)
- E.W.Berry – Edward Wilber Berry (1875–1945)
- E.W.Herv. – Eliphalet Williams Hervey (1834–1925)
- E.Willm. – Ellen Ann Willmott (1858–1934)
- E.W.Jones – Eustace Wilkinson Jones (n. 1909)
- E.W.Nelson – Edward William Nelson (1855–1934)
- Exell – Arthur Wallis Exell (1901–1993)
- E.Y.Dawson – Elmer Yale Dawson (1918–1966)
- Eyde – Richard H. Eyde (1928–1990)
- Eyles – Frederick Eyles (1864–1937)
- Eyre – William Leigh Williamson Eyre (1841–1914)
- E.Z.Bailey – Ethel Zoe Bailey (1889–1983)

## F
| Liste: Sus | A | B | C | D | E F | G | H | I J | K L | M | N O | P | Q R | S | T U V | W X Y Z |

- F.A.Barkley – Fred Alexander Barkley (1908–1989)
- F.A.Bartlett – Francis Alonzo Bartlett (n. 1882)
- F.A.Bauer – Franz (Francis) Andreas Bauer (1758–1840)
- Fabr. – Philipp Conrad Fabricius (1714–1774)
- F.A.C.Weber – Frédéric Albert Constantin Weber (1830–1903)
- Faegri – Knut Fægri (sau Knut Faegri) (1909–2001)
- Fahn – Avraham (Abraham) Fahn (1916–2012)
- Fairon-Dem. – Muriel Fairon-Demaret (fl. 1986)
- F.Albers – Focke Albers (n. 1940)
- Falc. – Hugh Falconer (1808–1865)
- Falck – Richard Falck (1868–1955)
- Falk – Johan Peter (Pehr) Falk (1733–1774)
- Falkenb. – Paul Falkenberg (1848–1925)
- F.Allam. – (Frédérique) Frédéric-Louis Allamand (1735–after 1803)
- Fanning – Una Fanning (fl. 1990)
- Farges – Paul Guillaume Farges (1844–1912)
- Farjon – Aljos Farjon (n. 1946)
- Farl. – William Gilson Farlow (1844–1919)
- F.A.Rogers – Frederick Arundel Rogers (1876–1944)
- Farrer – Reginald John Farrer (1880–1920)
- Farron – Claude Farron (n. 1935)
- Farw. – Oliver Atkins Farwell (1867–1944)
- Fassat. – Olga Fassatiová (1924–2011)
- Fassett – Norman Carter Fassett (1900–1954)
- Favre – Louis Favre (1822–1904)
- Fawc. – William Fawcett (1851–1926)
- Faxon – Charles Edward Faxon (1846–1918)
- Fayod – Victor Fayod (1860–1900)
- F.B.Forbes – Francis Blackwell Forbes (1839–1908)
- F.Bolle – Friedrich Franz August Albrecht Bolle (1905–1999)
- F.Bolus – Frank Bolus (1870–1945)
- F.Boos – Franz Boos (1753–1832)
- F.Br. – Forest Buffen Harkness Brown (1873–1954)
- F.Brachet – Flavien Brachet (d. 1910)
- F.B.White – Francis Buchanan White (1842–1894)
- F.Chapm. – Frederick Chapman (1864–1943)
- F.C.How – Foon Chew How (1908–1959)
- F.Cuvier – Georges-Frédéric Cuvier (1773–1838)
- F.Delaroche – François Delaroche (1780–1813)
- F.Dietr. – Friedrich Gottlieb Dietrich (1768–1850)
- F.E.Boynton – Frank Ellis Boynton (1859–1942)
- Fed. – Andrey Aleksandrovich Fedorov (1908–1987)
- Fedde – Friedrich Karl Georg Fedde (1873–1942)
- Fée – Antoine Laurent Apollinaire Fée (1789–1874)
- F.E.Fritsch – Felix Eugen Fritsch (1879–1954)
- Feinbrun – Naomi Feinbrun (1900–1995)
- Feldman – Moshe Feldman (fl. 1978)
- F.E.Leyb. (also Leibold) – Friedrich Ernst Leibold (1804–1864) (nume de familie scris și "Leybold"; a nu se confunda cu botanistul Friedrich Leybold (1827–1879))
- F.E.Lloyd – Francis Ernst Lloyd (1868–1947)
- Fenzl – Eduard Fenzl (1808–1879)
- Ferd.Schneid. – Ferdinand Schneider (1834–1882)
- Fernald – Merritt Lyndon Fernald (1873–1950)
- Fern.Alonso – José Luis Fernández Alonso (n. 1959)
- Fernando – Edwino S. Fernando (n. 1953)
- Fern.-Vill. – Celestino Fernández-Villar (1838–1907)
- Ferry – René Joseph Justin Ferry (1845–1924)
- Feuillée – Louis Éconches Feuillée (Feuillet) (1660–1732)
- F.F.Blackman – Frederick Blackman (1866–1947)
- F.Friedmann – Francis Friedmann (n. 1941)
- F.G.Wallace – Franklin Gerhard Wallace (1909–1995)[7]
- F.Hanb. – Frederick Janson Hanbury (1851–1938)
- F.Harper – Francis Harper (1886–1972)
- F.H.Chen – Chen Feng Huai (Hwai) (1900–1993)
- F.Heim – Frédéric Louis Heim (n. 1869)
- F.Heller – Franz Xaver Heller (1775–1840)
- F.H.Lewis – Frank Harlan Lewis (1919–2008)
- F.H.Wigg. – Friedrich Heinrich Wiggers (1746–1811)
- Ficalho – Franciso Manoel Carlos de Mello de Ficalho (1837–1903)
- Fieber – Franz Xaver Fieber (1807–1872)
- Fiebrig – Karl August Gustav Fiebrig (1869-1951)
- Field – Henry Claylands Field (1825–1912)
- Fielding – Henry Barron Fielding (1805–1851)
- Figlar – Richard B. Figlar (fl. 2000)
- Finet – Achille Eugène Finet (1863–1913)
- Finl. – George Finlayson (1790–1823)
- Finschow – Günter Finschow (n. 1926)
- Fiori – Adriano Fiori (1865–1950)
- Fisch. – Friedrich Ernst Ludwig von Fischer (1782–1854)
- Fisch.-Benz. – Rudolf J. D. von Fischer-Benzon (1839–1911)
- Fisch.-Oost. – Carl von Fischer-Ooster (1807–1875)
- Fisch.Waldh. – Alexander Gregorevich Fischer von Waldheim (1803–1884)
- Fitch – Walter Hood Fitch (1817–1892)
- Fitschen – Jost Fitschen (1869–1947)
- Fitzg. – Robert D. FitzGerald  (1830–1892)
- F.J.A.Morris – Francis John A. Morris (1869–1949)[8]
- F.J.F.Shaw – Frederick John Freshwater Shaw (1885–1936)
- F.J.Herm. – Frederick Joseph Hermann (1906–1987)
- F.J.Schultz – Franz Johann Schultz (fl. 1785–1847)
- Flahault – Charles Flahault (1852–1935)
- F.L.Bauer – Ferdinand Lucas (Lukas) Bauer (1760–1826)
- F.Lees – Frederick Arnold Lees (1847–1921)
- Fleming – John Fleming (1785–1857)
- F.L.Erickson – Frederica Lucy "Rica" Erickson (1908–2009)
- Flerow – Alexandr Fedorovich Flerow (1872–1960)
- F.Lestib. – François Joseph Lestiboudois (1759–1815)
- Fletcher – James Fletcher (1852–1908)
- Flinders – Matthew Flinders (1774–1814)
- F.L.Martin – Floyd Leonard Gabriel Martin (1909–1994)[9]
- Flod. – Björn Gustaf Oscar Floderus (1867–1941)
- Flörke – Heinrich Gustav Flörke (1764–1835)
- Flot. – Julius von Flotow (1788–1856)
- F.L.Tai – Fung Lan Tai (1893–1973)
- F.Ludw. – Friedrich Ludwig (1851–1918)
- Flueck. – Friedrich August Flückiger (1828–1894)
- Flüggé – Johannes Flüggé (1775–1816)
- F.M.Bailey – Frederick Manson Bailey (1827–1915)
- F.Michx. – François Andre Michaux (1770–1855)
- F.M.Knuth – Frederik Marcus Knuth (1904–1970)
- F.M.Leight. – Frances Margaret Leighton (later Isaac) (1909–2006) (Isaac is also used)
- F.Muell. – Ferdinand von Mueller (1825–1896)
- F.N.Meyer – Frank Nicholas Meyer (scris Meijer înainte de 1908) (1875–1918)
- Fobe – Frederich Fobe (1864–1941)
- Focke – Wilhelm Olbers Focke (1834–1922)
- Foldats – Ernesto Foldats Andins (1925–2003)
- Fomin – Aleksandr Vasiljevich Fomin (1869–1935)
- Font Quer – Pius Font i Quer (1888–1964)
- Forbes – John Forbes (1799–1823)
- Forman – Lewis Leonard Forman (1929–1998)
- Forrest – George Forrest (1873–1932)
- Forssk. – Peter Forsskål (1732–1763)
- Forsstr. – Johan Erik Forsström (1775–1824)
- Forsyth – William Forsyth (1737–1804)
- Fortune – Robert Fortune (1812–1880)
- Fosberg – Francis Raymond Fosberg (1908–1993)
- Foster – Michael Foster (1836–1907)
- Foucaud – Julien Foucaud (1847–1904)
- Foug. – Auguste Denis Fougeroux de Bandaroy (1732–1789)
- Fourc. – Henry Georges Fourcade (1865–1948)
- Fourcy – Michel-Eugène Lefébure de Fourcy (1812–1889)
- Fourn. – Eugène Pierre Nicolas Fournier (1834–1884)
- Fourr. – Jules Pierre Fourreau (1844–1871)
- Fox – T. Colcott Fox (1849–1916)[10]
- Foxw. – Frederick William Foxworthy (1877–1950)
- F.Patt. – Flora Wambaugh Patterson (1847–1928)
- F.Phil. – Federico Philippi (1838– 1910)
- Fr. – Elias Magnus Fries (1794–1878)
- Fraas – Carl Nicolaus Fraas (1810–1875)
- Franch. – Adrien René Franchet (1834–1900)
- Francis – George William Francis (1800–1865)
- Franco – João Manuel Antonio do Amaral Franco (n. 1921)
- Franc.-Ort. – Javier Francisco-Ortega (n. 1958)
- Fraser – John Fraser (1750–1811)
- Fraser f. – John Fraser Jr. (c. 1780–1852)
- Frauenfeld – Georg von Frauenfeld (1807–1873)
- F.R.Chapm. – Frederick Revans Chapman (1849–1936)
- Freckmann – Robert W. Freckmann (n. 1939)
- Freire-Fierro – Alina Freire-Fierro (n. 1964)
- Frém. – John C. Frémont (1813–1890)
- Fresen. – Johann Baptist Georg Wolfgang Fresenius (1808–1866)
- Freyer – Heinrich Freyer (1802–1866)
- Freyn – Josef Franz Freyn (1845–1903)
- Frez. – Amédée-François Frézier (1682–1773)
- Frič – Alberto Vojtěch Frič (1882–1944)
- Friedrich – Hans Christian Friedrich (1925–1992)
- Friis – Ib Friis (n. 1945)
- Fritsch – Karl Fritsch (1864–1934)
- F.Ritter – Friedrich Ritter (1898–1989)
- Friv. – Imre (Emerich) Frivaldszky von Frivald (1799–1870)
- Frodin – David Gamman Frodin (n. 1940)
- Froel. – Joseph Aloys von Froelich (1766–1841)
- Fronius – Franz Friedrich Fronius (1829–1886)
- F.Rose – Francis Rose (1921–2006)
- Fr.Römer – Fritz Römer (1866–1909)
- Fr.Schneid. – Frits Schneider (1926–2003)
- F.Rudolphi – Friedrich Karl Ludwig Rudolphi (1801–1849)
- Fryer – Alfred Fryer (1826–1912)
- F.Schmidt – Friedrich Carl Fedor Bogdanovich Schmidt (1832–1908)
- F.Stein – Samuel Friedrich Nathaniel Ritter von Stein (1818–1885)
- F.T.Brooks – Frederick Tom (Thom, Thomas) Brooks (1882–1952)
- F.T.Hubb. – Frederic Tracy Hubbard (1875–1962)
- F.Turner – Frederick Turner (1852–1939)
- Fuckel – Karl Wilhelm Gottlieb Leopold Fuckel (1821–1876)
- Fukuhara – Tatsundo Fukuhara (fl. 1997)
- Fukuoka – Nobuyuki Fukuoka (n. 1904)
- Fukuy. – Noriaki Fukuyama (1912–1946)
- Funck – Heinrich Christian Funck (1771–1839)
- Furuki – Tatsuwo Furuki (fl. 1989)
- F.Vierh. – Friedrich Vierhapper (1844–1903) (father of Friedrich Karl Max Vierhapper (1876–1932))
- F.Voigt – Friedrich Siegmund Voigt (1781–1850)
- F.W.Andrews – Frederick William Andrews (d. 1961)
- F.Weber – Friedrich Weber (1781–1823)
- F.Wettst. – Fritz von Wettstein (1895–1945)
- F.White – Frank White (1927–1994)
- F.Wilson – Francis Robert Muter Wilson (1832–1903)
- F.Wirtg. – Ferdinand Paul Wirtgen (1848–1924)
- F.W.L.Suckow – Friedrich Wilhelm Ludwig Suckow (1770–1838)
- F.W.Schmidt – Franz Wilibald Schmidt (1764–1796)
- F.W.Schultz – Friedrich Wilhelm Schultz (1804–1876)
- F.W.Went – Frits Warmolt Went (1903–1990)
- F.Zenker – Friedrich Albert von Zenker (1825–1898)

## G–Z
| Liste: Sus | A | B | C | D | E F | G | H | I J | K L | M | N O | P | Q R | S | T U V | W X Y Z |

Pentru a găsi intrări ce încep cu G–Z, folosiți cuprinsul de mai sus.